# Ruud Lubbers
Rudolphus Franciscus Marie "Ruud" Lubbers (Rotterdam, 1939. május 7. – Rotterdam, 2018. február 14.) holland közgazdász, politikus, a Kereszténydemokrata Tömörülés tagja, Hollandia miniszterelnöke volt 1982 és 1994 között, ezzel a második világháború után a leghosszabb ideig hivatalban levő kormányfője volt Hollandiának.  Ideológiai példaképe Margaret Thatcher volt, akinek neoliberális gazdaságpolitikáját követte is.

## Élete
Érettségi után a Rotterdami Erasmus Egyetemen közgazdaságtant hallgatott, egyik oktatója volt a Nobel-díjas holland közgazdász Jan Tinbergen. Szakdolgozatában a monetáris ügyekkel foglalkozott. Egyetemi tanulmányai után igazgatótanácsi tagként dolgozott a Lubbers-család vállalkozásában, amely gépek gyártásával foglalkozott.

## Politikai pályája
1964-től tagja lett a Katolikus Néppártnak. 1973 és 1977 között a Joop den Uyl vezette kormányban gazdasági miniszter volt. Dries van Agt 1977 és 1982 közt levő kormányában ő volt a Kereszténydemokrata Tömörülés egyik képviselője a holland parlamentben. A Kereszténydemokrata Tömörülés a német CDU mintájára a különböző keresztény felekezeteket áthidaló kereszténydemokrata pártként jött létre.

### Első Lubbers-kormány
1982-es általános választást ugyan Dries van Agt nyerte meg, ám bejelentette, hogy nem akar harmadik ciklust, emiatt Lubbers lett az új kormányfő. Lubbers 43 évesen lett az addigi legfiatalabb miniszterelnök. Hollandia gazdasága stagnált és magas munkanélküliség sújtotta az országot. Legfőbb feladat volt a gazdaság helyreállítása, emiatt kormányzásának fontos lépései voltak a közkiadások csökkentése; állami cégek privatizálása, aminek során magánkézbe került a Holland Vasutak (NS) és a (PTT) Holland Posta is. Másik fontos teendő volt a munkavállalók és munkáltatók közti viszony rendbetétele. 
A kormány egyik első jelentős eredménye volt az 1982. november 24-én megkötött Wassenaari egyezmény. Az egyezmény esetében sikerült a munkaadóknak és az FNV (Holland Szakszervezetek Szövetsége) megállapodniuk: az FNV szakszervezeti szövetség visszavett bérköveteléseiből, a munkáltatók pedig elfogadták a munkaidő csökkentését és kiterjesztették a részmunkaidős munkavállalás lehetőségeit.  Ezzel a megállapodással gazdasági növekedés indult meg.
1982-ben 21-ről 8,3%-ra csökkentette a kormány a munkáltatói hozzájárulást az ABP állami nyugdíjalap részére.  Az ő kormányzása alatt volt 1983-ban Hágában az egyik legnagyobb tömegtüntetés Hollandiában. Tiltakoztak a tüntetők a tervezett amerikai nukleáris robotrepülőgépek telepítése ellen.
1984-ben Elco Brinkman jóléti, egészségügyi és kulturális miniszter beterjesztette az új abortuszról szóló törvényt, amivel a törvény általános előírásokat szabott meg a kórházaknak. A törvény egyben kimondta hogy abortusz a terhesség 13. hetéig lehetséges csak.
Kötelezővé tették a katalizátor használatát a járművek esetén, a savas esők megszüntetése céljából.

### Második Lubbers-kormány
1986-os választásokon ismét a pártja győzött és Rubbers folytatta addigi liberális gazdasági politikáját.
Az előző kormány alatt megkezdett kiadáscsökkentéseket mérsékeltek, mert a gazdaság már kezdett kilábalni. Ugyanakkor a földgáz kitermelésből származó bevételek 1985-1988 között a harmadára csökkentek.
A kormány új munkanélküli biztosítási törvényt (Werkloosheidswet) vezetett be, amivel a segély összege a minimálbérrel lett megegyező.
1986-ban Wim Deetman oktatási miniszter javaslatára beterjesztett felsőoktatási tandíjról szóló törvényt megszavazta a kormány,  ami népszerűtlenné vált a hallgatók körében és az ellenzék körében komoly felháborodást váltott ki. A népszerűtlenség miatt Deetman ellenezte, hogy a kormány további kiadáscsökkentést hajtson végre.
1988-ban a kormány megjelenteti a Negyedik területfejlesztési jelentését, amivel a kormány új lakókerületeket akart kijelölni. A jelentés 1991-ben VINEX néven vált ismertté. 1988-ban első holland miniszterelnökként Jichák Sámir izraeli miniszterelnök meghívására Izraelbe látogatott, hogy részt vegyen az ország 40 éves fennállása alkalmából rendezett ünnepségen.

### Harmadik Lubbers-kormány
Az 1989-es választáson ismét a CDA győzött, a koalícióba a VVD mellé bekerült a Munkáspárt is. Rubbers vezette harmadik kormány több pénzt fektetett be a környezetvédelembe, egészségügybe, GYES-be emellett megemelte a közalkalmazottak bérét is.
A kormány eleinte ódzkodott a berlini fal leomlása után Németország újraegyesítése miatt. A keleti blokk és Jugoszlávia összeomlása új kihívások elé állították Ruud Lubers harmadik kormányát. A kelet-közép európai országok rendszerváltásával a honvédelmi kiadások csökkentésébe kezdett a kormány, a honvédelmi kiadásokat a harmadára csökkentették. A kormány holland ENSZ békefenntartó katonákat küldött Bosznia-Hercegovinába.  A délszláv háború, majd 1992-től a boszniai háború kirobbanásával tömegesen érkeztek szerb, horvát és boszniai menekültek.
1990. július 19-én a kormány jóváhagyásával aláírta a Schengeni egyezményt, Belgiummal, Luxemburggal, Franciaországgal és az NSZK-val. 1992-ben aláírták a Maastrichti szerződést is.
1992. október 4-én az El Al tehergépe lezuhant Amszterdam déli részén levő Bijmeer-negyedben. A helyszínen legalább 43-an haltak meg. A baleset miatt a parlament vizsgálóbizottságot állított fel, amiről a hivatalos közleményt 1999-ben hozták nyilvánosságra.

## Miniszterelnöksége után
1994-ben őt jelölték a NATO főtitkárai posztjára, ám az Egyesült Államok élt vétójogával és nem szavazták meg.

### Egyetemi oktató
1995 és 2000 között a Tilburgi Egyetemen oktatta a globalizációs tanulmányok tárgyát emellett a Harvard Egyetemen is oktatott.

### ENSZ Menekültügyi Főbiztosa (2001-2005)
2000 végén Kofi Annan ENSZ főtitkár őt nevezte ki az ENSZ Menekültügyi Főbiztosának (UNCHR), leváltva ezzel a japán Ogata Szadakót. Főbiztosi munkássága alatt élte meg az UNCHR az egyik legsúlyosabb botrányát: azzal vádolták meg az UNCHR afrikai dolgozóit, hogy az élelem ellenében szexet várnak el a nőktől és gyerekektől.
2004-ben Lubberst szexuális zaklatással vádolta meg négy főbiztossági munkatársnője. 2005 februárjában lemondott főbiztosi tisztségéről, miután elvesztette Kofi Annan bizalmát.

## Fordítás
- Ez a szócikk részben vagy egészben  a   Ruud Lubbers című angol Wikipédia-szócikk ezen változatának fordításán alapul.  Az eredeti cikk szerkesztőit annak laptörténete sorolja fel. Ez a jelzés csupán a megfogalmazás eredetét és a szerzői jogokat jelzi, nem szolgál a cikkben szereplő információk forrásmegjelöléseként.
- Ez a szócikk részben vagy egészben  a   Kabinet-Lubbers I című holland Wikipédia-szócikk ezen változatának fordításán alapul.  Az eredeti cikk szerkesztőit annak laptörténete sorolja fel. Ez a jelzés csupán a megfogalmazás eredetét és a szerzői jogokat jelzi, nem szolgál a cikkben szereplő információk forrásmegjelöléseként.